# Auguste Lambiotte
Auguste Lucien Thomas Lambiotte (Marche-en-Famenne, 15 februari 1862 - Fontainebleau, 6 mei 1920) was een Belgisch volksvertegenwoordiger en senator.

## Levensloop

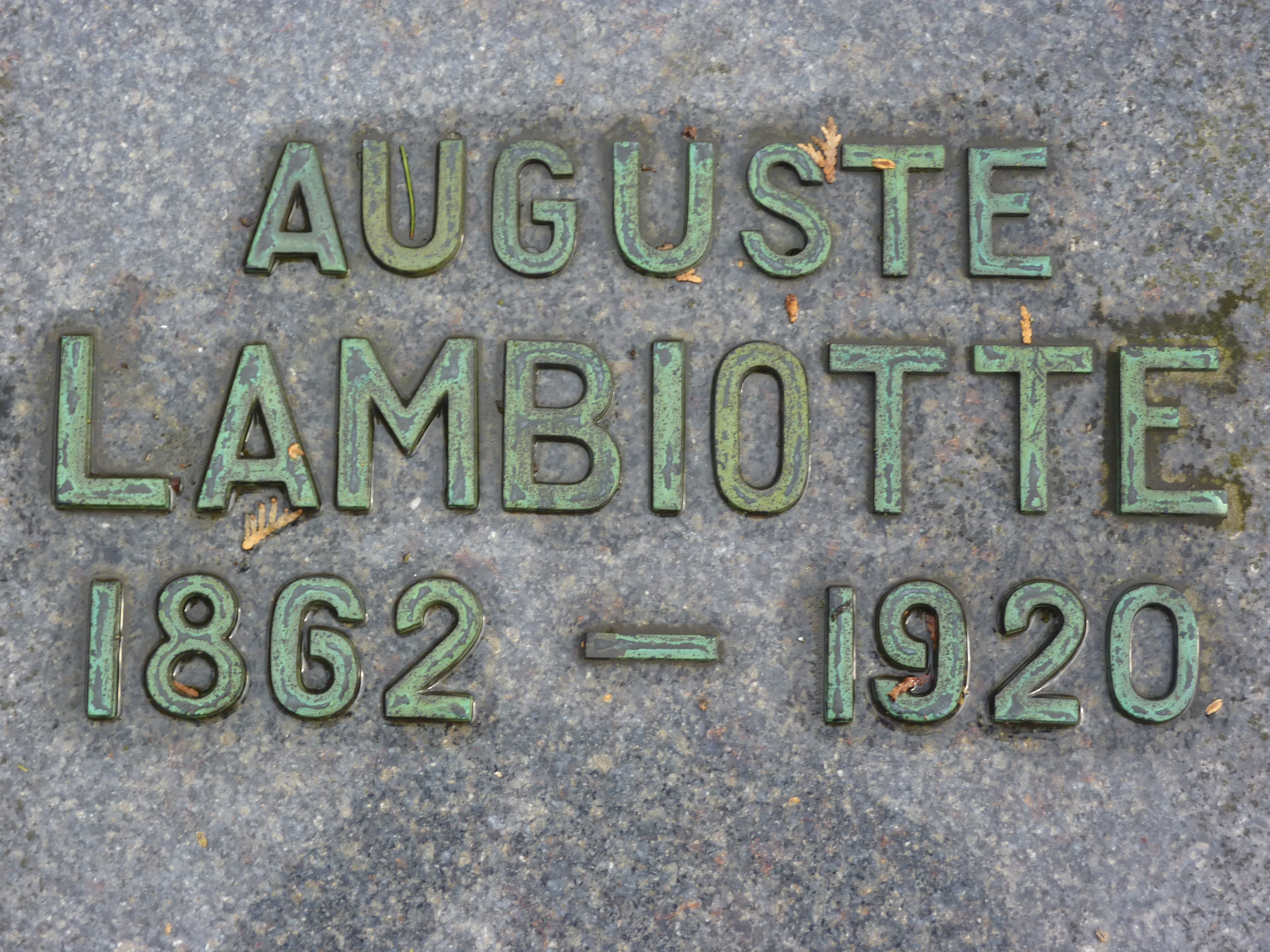
Detail graftsteen Auguste Lambiotte op de begraafplaats van Schaarbeek

Lambiotte was een zoon van de houthandelaar en producent van scheikundige producten Lucien Lambiotte en van Thérèse Vigneron. Hij trouwde met Joséphine Walraven.
Hij was bijzonder actief in de perswereld:
- medestichter en afgevaardigd bestuurder van La Réforme, Brussel,
- directielid van het weekblad Le Ralliement, Brussel,
- directielid van het weekblad La Sentinelle, Virton,
- directeur van het tijdschrift Médecine et Hygiène.

Daarnaast was hij mede-eigenaar van de houtzagerij en producent van scheikundige producten die vestigingen had in Marbehan, Bissen en in het Franse departement van de Nièvre.
Hij was gemeenteraadslid van Schaarbeek (1895-1897) en provincieraadslid (1888-1892). 
In 1892 werd hij liberaal volksvertegenwoordiger voor het arrondissement Brussel. Hij bleef dit tot in 1894. In 1902 werd hij senator en vervulde dit mandaat tot november 1919.
Lambiotte was een hevige tegenstander van de koloniale politiek en van de implicatie van België in Kongo-Vrijstaat.
In Schaarbeek is er een Auguste Lambiottestraat/Rue Auguste Lambiotte.